# Il giorno del giudizio (Salvatore Satta)
Il giorno del giudizio è un romanzo del giurista Salvatore Satta. Pubblicato postumo dalla CEDAM nel 1977, deve la sua popolarità alla nuova edizione per i tipi della Adelphi nel 1979. Fu a partire da questa data che il romanzo conobbe larga diffusione e crescente successo di critica (vinse il Premio Comisso Narrativa). Numerose le traduzioni straniere.

## Trama
È un'anonima voce narrante a condurre la storia (è facile intravvedervi l'autore stesso). Tornato nella città natale in tarda età, col sentimento della fine prossima, il narratore decide di fare una visita al cimitero. Questo semplice episodio scatena in lui il vortice dei ricordi.
Alle vicende familiari dei Sanna Carboni si accompagnano, a volte sovrapponendosi, a volte in parallelo, quelle della città di Nuoro e dei suoi personaggi, il tutto racchiuso in un contesto cronologico che va dagli ultimi anni del XIX secolo sino a quelli successivi alla prima guerra mondiale. I riferimenti a fatti e persone reali sono per lo più abbastanza chiari (da qui l'ostilità con cui molti nuoresi accolsero il romanzo), altre volte elaborati in modo evocativo e persino visionario, ma sempre con una sorta di amarezza latente che fa risaltare prima di tutto gli aspetti tragici o grotteschi della vita individuale e collettiva.
Nella narrazione non c'è alcuna pretesa naturalistica o mimetica, bensì fondamentalmente la resa di un'anima aristocratica (un po' alla Giuseppe Tomasi di Lampedusa) al nichilismo e alla mancanza di senso dell'esistenza. Una sorta di Antologia di Spoon River in prosa, in cui i destini di tutti, giovani e vecchi, ricchi e miserabili, intellettuali e matti del villaggio si intrecciano e trovano compimento nell'inevitabile destino comune della morte.

## Rappresentazioni significative
Nel 2024 Sardegna Teatro e ISRE, con l'intenzione di valorizzare la lingua sarda, hanno creato un progetto originale, attraverso una rappresentazione teatrale del testo di Salvatore Satta, che è stato presentato nel contesto del 34° Festival Etnia e Teatralità. 

## Edizioni
- Salvatore Satta, Il giorno del giudizio, Padova, CEDAM, 1977.
- Salvatore Satta, Il giorno del giudizio, Adelphi, 1979.
- Salvatore Satta, Il giorno del giudizio, Ilisso Edizioni, 1999 (con la prefazione di George Steiner).
- Salvatore Satta, Il giorno del giudizio, Cuec/Centro di Studi Filologici Sardi, 2003.
- Salvatore Satta, Il giorno del giudizio, Il Maestrale, 2005.

### Traduzioni
- (EN) The Day of Judgment, trad. Patrick Creagh, 2018, ISBN 9781784975708
- (NL) De dag des oordeels, trad. Frida De Matteis-Vogels, Meulenhoff, Amsterdam, 1982
- (DE) Der Tag des Gerichts. Roman. Suhrkamp, Frankfurt/M. 1996, ISBN 3-518-39111-9
- (ES) El día del juicio, Editorial Anagrama, Barcelona, 2010 ISBN 978-84-339-7593-5
- (FR) Le Jour du jugement, trad. Nino Frank, Gallimard, Paris, 1990
- (DK) Dommens dag, trad. Hanne Jansen, Forum, København (Copenaghen), 1989, ISBN 87-553-1742-1
- (SC) Sa die de su giudìtziu, traduzione di Diegu Corràine, Nuoro, Papiros, 21 aprile 2022, ISBN 978-88-9803-584-7.
- (PL) Dzień sądu, tłum. Stanisław Kasprzysiak, Czytelnik, Warszawa 1982